# Friedl Althaller
Winfried „Friedl“ Althaller, seltener auch Fridl Althaller (* 16. Mai 1926 in Graz; † 17. Jänner 2007 ebenda) war ein österreichischer Komponist, Musiker und jahrzehntelanger Mitarbeiter des Österreichischen Rundfunks (ORF), dem er unter anderem als Leiter der Unterhaltungsmusik im ORF-Landesstudio Steiermark angehörte.

## Leben und Wirken
Friedl Althaller wurde am 16. Mai 1926 in Graz geboren, wo er auch seine Schulbildung und am Konservatorium Graz seine Instrumentalausbildung erhielt. Nach dem Zweiten Weltkrieg wirkte er in zahlreichen Jazz-Bands mit und prägte seit damals die steirische Musikszene. Weiters trat er Ende der 1940er Jahre an der Seite von Gerhard Wehner oder Otto Günter Klein auf. In den Jahren 1949 bis 1967 war er freier Mitarbeiter bei Radio Graz, das anfangs noch Alpenland hieß, und arbeitete parallel dazu ab 1951 als Kapellmeister und Komponist für Tanz- und Unterhaltungsmusik. Bei der damaligen Sendergruppe Alpenland war er vor allem als Pianist und Leiter des kleinen Tanzorchesters tätig. Von 1969 bis zu seiner Pensionierung 1988 hatte Althaller die Leitung der Unterhaltungsmusik im ORF-Landesstudio Steiermark inne. Nicht nur dort arbeitete Althaller eng mit Emil Breisach, der von 1967 bis zu seiner Pensionierung 1988 Intendant des ORF-Landesstudios Steiermark war, zusammen.
Zeitlebens war er um die Nachwuchsförderung steirischer Komponisten, Musiker und Sänger bemüht und schrieb teilweise auch Lieder für diese; so unter anderem für die steirische Band Regenbogen oder deren Bruderband, die White Stars. Auch war er an Schallplattenproduktionen für bekanntere Gruppen und Bands beteiligt. Im Laufe seines Lebens schrieb er rund 1200 Kompositionen; dazu zählen Tanzmusik, Chansons und Schlager, Bühnen- und Filmmusik, volkstümliche Musik, Musik zu Hör- und Lustspielen. Zahlreiche seiner geschriebenen Lieder schafften es in die österreichischen Charts, darunter Produktionen des Duo Casanova oder des Jazz-Musikers Richard Oesterreicher. Im Jahr 1986 gründete er zusammen mit Sepp Kern, Gründungsmitglied der Kern-Buam, den Verband Österreichischer Volks- und Unterhaltungsmusikkomponisten, kurz VÖV. Nach dem Tod von Kern im Jahr 2010 übernahm Jess Robin die Obmannschaft des Verbands.
Am 17. Jänner 2007 starb Althaller im Alter von 80 Jahren in seiner Heimatstadt Graz.